# Suzuki DRZ 400
La DRZ 400 è una motocicletta prodotta dalla casa motociclistica giapponese Suzuki dal 2000.

## Storia
La Suzuki DRZ 400 venne presentata nel 1999, in sostituzione della precedente DR 350.
In vendita regolarmente dal 2000, inizialmente la gamma prevedeva tre modelli: DRZ 400 S, più votata a un uso dual-sport e le DRZ 400 (senza avviamento elettrico) e DRZ 400 E più orientate verso un uso esclusivamente fuoristrada.
In Italia la DRZ 400 S è sempre stata commercializzata dalla rete Suzuki, mentre la DRZ 400 E dalla Valenti di Milano che ha provveduto a omologare per la circolazione su strada un modello altrimenti destinato a un uso esclusivamente su pista. Qualche modello della DRZ senza avviamento elettrico, concettualmente molto vicina al modello E, è arrivato in Italia, importato da Valenti. Quest'ultimo, colto l'interesse nascente per il fenomeno Supermotard, dal 2002 ha provveduto a omologare la DRZ 400 E anche con le ruote da 17" tipiche per questo uso: in questo modo, con una spesa non eccessiva, si può disporre di una moto con doppio uso, Enduro e Supermotard.
Visto il successo dell'iniziativa, nel 2005 anche la casa madre ha affiancato al modello S da enduro con cerchi da 21 e 18, il modello da motard (denominato SM) con cerchi da 17 a partire dal 2005. Ma questi due modelli, S e SM, non hanno la doppia omologazione come il modello E.
Poche le modifiche negli anni, sia per la DRZ 400 S sia per la DRZ 400 E. La prima ha subito nel 2003 l'aggiornamento delle sospensioni, con forcelle del tutto simili alla DRZ 400 E come pure l'ammortizzatore, pur se con una molla meno sostenuta. Sono state aggiunte anche le protezioni ai carter laterali e al freno a disco posteriore che mancavano nella prima versione.
Anche la DRZ 400 E ha avuto nel 2004 una molla dell'ammortizzatore più robusta e i tubi di raffreddamento di maggiori dimensioni. 
Le altre modifiche, per entrambi i modelli, hanno riguardato esclusivamente grafiche e colori
delle plastiche, nonché l'omologazione Euro 2 dal 2005.
Dal 2008 i modelli DRZ 400 S e SM non sono più presenti nel listino ufficiale della Suzuki Italia e rimangono in vendita negli USA ed in alcuni paesi europei. In Italia sono rimaste in vendita, ancora per il 2008, le versioni "E", importate da Valenti di Lissone (MI), anche se omologate solo Euro 2.

## Modelli e varianti
- Suzuki DRZ 400 S, venduta dal 2000, di cui nel biennio 2001-2002 non venne venduta in Italia, mentre dal 2008 venne venduta solo negli USA, in Australia e in Brasile[1]
- Suzuki DRZ 400 SM, venduta dal 2005 al 2007, mentre dal 2008 venne venduta solo negli USA, in Australia e in Brasile[2]
- Suzuki DRZ 400, venduta dal 2000 al 2003, tranne in Italia
- Suzuki DRZ 400 E, venduta dal 2001 al 2008
- Valenti SM 400, venduta dal 2005 al 2008